# Villepot
Villepot é uma comuna francesa na região administrativa do País do Loire, no departamento de Loire-Atlantique. Estende-se por uma área de 20.59 km². Em 2010 a comuna tinha 689 habitantes (densidade: 33,5 hab./km²).